# Otoptera
Genre
Otoptera est un genre de plantes à fleurs dicotylédones de la famille des Fabaceae, sous-famille des Faboideae, originaire d'Afrique australe et de Madagascar, qui compte deux espèces acceptées.

## Liste d'espèces
Selon The Plant List (5 octobre 2018) :
- Otoptera burchellii DC.
- Otoptera madagascariensis R.Vig.